# Carlos Sarabia
Carlos Eduardo Sarabia Barrios (ur. 13 czerwca 2005) – kolumbijski piłkarz występujący na pozycji prawego obrońcy, od 2024 roku zawodnik Millonarios.